# When the Angels Sing
When the Angels Sing ist ein Lied der deutschen Pop-Girlgroup No Angels aus dem Jahr 2001. Es war die vierte und letzte Single aus dem Debütalbum Elle’ments. Der Song erschien im November 2001 als Doppel-A-Single gemeinsam mit dem Song Atlantis. Im Jahr 2021 wurde der Song vor dem Hintergrund des 20-jährigen Bandjubiläums von den No Angels in einer Celebration Version für ihr sechstes Studioalbum 20 neu aufgenommen und im November 2021 in einer Winter Version wiederveröffentlicht.

## Hintergrund
When the Angels Sing war der dritte Song, den die No Angels für ihr Debütalbum Elle’ments aufnahmen. Peter Ries plante zunächst, dass Bandmitglied Nadja Benaissa beide Verse singt und Bandmitglied Vanessa Petruo die Hauptstimme in der Bridge übernimmt. Da sich alle fünf Bandmitglieder auf eine weitgehend gleichmäßige Verteilung ihrer Stimmen in den Songs ihres Debütalbums geeinigt hatten, wurde die Stimmenverteilung für When the Angels Sing gemeinsam mit ihnen an ihre Wünsche angepasst. Die No Angels präsentierten den Song erstmals bei ihrer ersten offiziellen Pressekonferenz im Parkcafé in München am 9. Januar 2001.
Am 19. November erschien der Song in einem New Radio Mix sowie mit den zwei weihnachtlichen Remixen Christmas Mix und Special X-Mas Mix als Doppel-A-Single gemeinsam mit Atlantis. Bei Atlantis handelt es sich um eine Neuaufnahme des im Jahre 1969 erstmals erschienenen Titels gemeinsam mit dem Originalinterpreten Donovan. Der Song war Teil des Soundtracks zum Disney-Film Atlantis – Das Geheimnis der verlorenen Stadt.

## Musikvideo
Das Musikvideo von When the Angels Sing besteht aus Szenen eines Liveauftritts mit dem Song im Rahmen eines Konzertes der Rivers of Joy Tour im Herbst 2001. Zusätzlich wurden Szenen aus dem Tourleben in Form von Backstageaufnahmen der No Angels eingefügt. Das Video wurde von DoRo unter der Regie von Stephan Klotz produziert.

## Winter Version
Im Juni 2021 veröffentlichten die No Angels ihr Jubiläumsalbum unter dem Titel 20, das aus neuen Versionen, sogenannte Celebration Versions, alter Songs aus den Jahren 2001 bis 2003 und vier neuen Songs besteht. Einer der Songs aus den Jahren 2001 bis 2003, die erneut aufgenommen wurden, ist When the Angels Sing. Alle Songs des Jubiläumsalbums wurden von Christian Geller produziert und zwischen Februar und April 2021 von den No Angels in seinem Studio in Andernach sowie in Los Angeles und Bulgarien aufgenommen. Am 26. November 2021 wurde eine Winter Version der Celebration Version des Songs veröffentlicht. Diese wurde ebenfalls von Christian Geller produziert. Am 27. November präsentierten die No Angels den Song in der ARD-Show Das Adventsfest der 100.000 Lichter.

## Titelliste der Single
Original (2001)
1. Atlantis (Radio Mix) (4:14)
2. When the Angels Sing (New Radio Mix) (3:47)
3. When the Angels Sing (Christmas Mix) (3:56)
4. When the Angels Sing (Special X-Mas Mix) (4:08)
5. Atlantis (Submarine Mix) (4:00)[6]

Winter Version (2021)
1. When the Angels Sing (Winter Version) (3:46)

## Mitwirkende
Original (2001)
- Gesang: Nadja Benaissa, Lucy Diakovska, Sandy Mölling, Vanessa Petruo, Jessica Wahls
- Text: Charlemaine Thomas-Schmidtner, Peter Ries
- Produzenten: Peter Ries, Stuart Jones, Dirk Kurock, Trevor Hurst, Mike "Spike" Streefkerk
- Mastering: Peter Ries[7]

Winter Version (2021)
- Gesang: Nadja Benaissa, Lucy Diakovska, Sandy Mölling, Jessica Wahls
- Text: Charlemaine Thomas-Schmidtner, Peter Ries
- Produzent: Christian Geller

## Rezeption

### Rezensionen
Celebration Version
- Nordnews.de: "'When the Angels Sing' […] noch umwerfender […]."[8]

Winter Version
- Radio VHR: "'When the Angels Sing (Winter Version)' glitzert und glänzt in einem festlichen Gewand mit imposantem Chorgesang im Hintergrund."[9]

### Charts und Chartplatzierungen
Atlantis / When the Angels Sing erreichte in Deutschland Rang fünf der Singlecharts und platzierte sich sechs Wochen in den Top 10 sowie 13 Wochen in den Top 100. In Österreich erreichte die Single ebenfalls Rang fünf und platzierte sich sieben Wochen in den Top 10 und 14 Wochen in den Charts. In der Schweiz erreichte Atlantis / When the Angels Sing mit Rang 16 seine beste Chartnotierung und hielt sich zwölf Wochen in den Charts. 2002 platzierte sich die Single auf Rang 79 der deutschen Single-Jahrescharts sowie auf Rang 25 in Österreich. Für die No Angels ist es je der vierte Charthit in Deutschland, Österreich und der Schweiz. In Deutschland und Österreich ist es zugleich der vierte Top-10-Erfolg der Band.
Die Winter Version von When the Angels Sing erreichte im November 2021 Platz 93 in den offiziellen deutschen Downloadcharts und Platz 16 der Single Trending Charts.
| ChartsChartplatzierungen | Höchstplatzierung | Wochen |
| ------------------------ | ----------------- | ------ |
| Deutschland (GfK)        | 5 (13 Wo.)        | 13     |
| Österreich (Ö3)          | 5 (14 Wo.)        | 14     |
| Schweiz (IFPI)           | 16 (12 Wo.)       | 12     |

| ChartsJahrescharts (2002) | Platzierung |
| ------------------------- | ----------- |
| Deutschland (GfK)         | 79          |
| Österreich (Ö3)           | 25          |

### Auszeichnungen für Musikverkäufe
| Land/Region        | Auszeichnungen für Musikverkäufe (Land/Region, Auszeichnung, Verkäufe) | Verkäufe |
| ------------------ | ---------------------------------------------------------------------- | -------- |
| Deutschland (BVMI) | Gold                                                                   | 250.000  |
| Österreich (IFPI)  | Gold                                                                   | 20.000   |
| Insgesamt          | 2× Gold ·                                                              | 270.000  |

## Coverversionen
Im Jahr 2003 wurde der Song von der Girlband S.H.E aus Taiwan für ihr Album Together gecovert. Das Lied erschien mit neuem Text unter dem Titel Tian Shi Zai Chang Ge als Single.